# Josef Keim
Josef Keim, auch Joseph Keim geschrieben, (* 6. September 1883 in Augsburg; † 6. Juli 1973 in Straubing) war ein deutscher Gymnasiallehrer und Heimatforscher.

## Leben
Josef Keim besuchte die Lateinschule in Scheyern und das Gymnasium bei St. Stephan in Augsburg. Er studierte Klassische Philologie in München, wo er 1908 promoviert wurde. 1909 bis 1912 war er  Assessor am Realgymnasium in Würzburg. Ab 1912 war er als Gymnasiallehrer am Gymnasium in Straubing tätig, wo er Oberstudienrat wurde.
Er beschäftigte sich intensiv mit der Geschichte und Archäologie Straubings und war ab 1912 Mitglied und von 1921 bis 1938 und 1949 bis 1970 Vorsitzender des Historischen Vereins für Straubing und Umgebung und ehrenamtlicher Leiter des Gäubodenmuseums. 1950 hatte er großen Anteil an der Bergung des römischen Schatzfundes von Straubing.
Im Juli 1952 erhielt er das Steckkreuz des Bundesverdienstkreuzes. Am 5. September 1958 wurde er auf Grund seiner stadtgeschichtlichen Forschungen und seines Engagements für das Gäubodenmuseum zum Ehrenbürger der Stadt Straubing ernannt.  Am 15. Dezember 1959 erhielt er den Bayerischen Verdienstorden verliehen. 1968 wurde er Ehrenmitglied des Bayerischen Landesvereins für Heimatpflege. Im selben Jahr erhielt er die Aventinus-Medaille des Verbandes bayerischer Geschichtsvereine. Er war korrespondierendes Mitglied des Deutschen Archäologischen Instituts. In Straubing wurde die Dr.-Josef-Keim-Straße nach ihm benannt.

## Veröffentlichungen (Auswahl)
- Ausgrabungen und Funde von Straubing und Umgebung. Jüngere Steinzeit. Bronzezeit. Urnenfelderstufe. Hallstattzeit. Latènezeit. Römische Zeit. Germanische Zeit. In: Jahresbericht des Historischen Vereins Straubing 42, 1939, S. 8–19.
- mit Hans Klumbach: Der römische Schatzfund von Straubing. (= Münchner Beiträge zur Vor- und Frühgeschichte Bd. 3). C. H. Beck, München 1951 (Fundbericht von Josef Keim; Beschreibung der Fundstücke von Hans Klumbach).
- Heimatkundliche Geschichte von Straubing. Straubing 1958.